# NGC 2927
NGC 2927 is een balkspiraalstelsel in het sterrenbeeld Leeuw. Het hemelobject werd op 21 februari 1863 ontdekt door de Duits-Deense astronoom Heinrich Louis d'Arrest.

## Synoniemen
- UGC 5122
- MCG 4-23-16
- ZWG 122.32
- PGC 27385